# Нарти (Радомський повіт)
Нарти (пол. Narty) — село в Польщі, у гміні Єдлінськ Радомського повіту Мазовецького воєводства.
Населення — 109 осіб (2011).

## Демографія
Демографічна структура станом на 31 березня 2011 року:
|          | Загалом | Допрацездатний вік | Працездатний вік | Постпрацездатний вік |
| -------- | ------- | ------------------ | ---------------- | -------------------- |
| Чоловіки | 59      | 13                 | 43               | 3                    |
| Жінки    | 50      | 7                  | 34               | 9                    |
| Разом    | 109     | 20                 | 77               | 12                   |